# さんふらわあ みと
さんふらわあ みと(SUN FLOWER MITO)は、ブルーハイウェイライン並びに後身の商船三井フェリーが運航していたフェリー。

## 概要
隔日運航の大洗港 - 苫小牧港航路の増便分を受け持つ新造船として、1993年に就航。
増大する貨物需要に対応する為、「さんふらわあ おおあらい」より全長が8ｍ延長され貨物車両搭載数の増加が図られている。同時期建造の「さんふらわあ さつま (2代)」「さんふらわあ きりしま (初代)」と船体設計が共通化された為、ファンネルの位置がサイドファンネルからセンターファンネルとなり、船首部分の車両積込口をバウバイザー方式からサイドランプ方式に変更し陸上施設の支援を受けずに乗下船が可能となり、フレキシブルな配船が可能で臨時運航などにも対応が可能となっている。客室設備は上等級志向が強まっていたことから従来の2等が廃止され、また大幅に増室されたツインタイプの1等Aにシャワールームを設置するなど旺盛な上等級需要に対応し、レストラン・ラウンジ・スナックコーナーなどは従来船より拡張・新設されクルーズフェリー志向の設備となっている。
2001年には同航路の商船三井フェリーへの継承に伴い同社へ移管。主に23時台出港の「夜便」に使用。2005年にはレストラン営業を乗船時に案内所で注文を受け付ける3食セットメニューのみとし、その他は自販機のみの供食としてレストランは「イートインフロア」に変更された。
2006年12月28日の運航を持って商船三井フェリーから引退、同じく夜便に用いられていた「さんふらわあ つくば」と当船が、東日本フェリー「ニューれいんぼうらぶ」「ニューれいんぼうべる」と等価交換され新笠戸ドックに係船。改装のうえで室蘭 - 直江津 - 博多航路に用いる計画が立てられたものの2007年に断念され海外へ売船。
2007年から2009年は韓国・パンスターライン「パンスター・サニー」として大阪 - 釜山間、2009年以降は中国・中国遠洋運輸集団「中遠之星」（英名：COSCO STAR）として中国本土 - 台湾間の航路に就航。2010年には中国遠洋運輸集団傘下の厦門閩台輪渡に移管された。

## 航路
ブルーハイウェイライン/商船三井フェリー
- 苫小牧港（苫小牧西港フェリーターミナル） - 大洗港

パンスターライン
- 大阪港（大阪港国際フェリーターミナル） - 釜山港（釜山港国際旅客ターミナル）

中国遠洋運輸集団/厦門閩台輪渡
- 厦門港 - 台中港
- 厦門港 - 基隆港
- 基隆港 - 大麦嶼港

## 船内
船内は「北海道風」「北を旅する」をテーマとして、機能性と自然との調和を基本に高原のラベンダー・青い空・初夏の若葉・穏やかな光といった北海道の風景をイメージした紫・青・黄・緑・白をアクセントカラーとして使用した。公室は山小屋風のレストランやラウンジなど大幅にグレードアップしたものとした。
プロムナードデッキ
- ラウンジ「ラベンダー」 - 北海道のラベンダーとデンマークのチボリガーデンのイメージを施した。

Aデッキ
- 特等室（6室）
- 2等寝台（26室）
- 1等洋室（7室）
- 1等和室（3室）
- レストラン「ハスカップ」[6]
  - 北欧の古い港町の木造のイメージを施した。
  - 2005年より「イートインフロア」と「大型トラックドライバー食堂」に変更。
- レストスポット
- 娯楽室

Bデッキ
- 1等洋室（20室）
- 2等寝台（40室）
- 2等室（2室）（後にドライバーズルームに変更）
- ロビー・案内所・売店 - 濃紺と赤のミックス織カーペット、カウンター腰回りにスカンジナビアブルー、オーク材の造作を施した。
- ゲームコーナー
- 乗船口 - 階段・エスカレーターの腰パネルにオークの木目を用いつつ清潔な雰囲気とした。
- 大浴場・サウナ
- レストスポット
- スナック・レストコーナー「ライラック」 - 壁面をクリームイエローと海にまつわる図案、床面をグリーングレイでシンプルな内装を施した。

C-Dデッキ
- トラックスペース

E-Gデッキ
- 乗用車スペース